# Bertrand Baguette
Bertrand Baguette (Thimister-Clermont, 23 de fevereiro de 1986) é um piloto de automobilismo belga que compete atualmente na Super Formula.

## Carreira
Iniciou sua carreira no kart, aos 14 anos, participando de provas da modalidade até 2004, quando ingressou nos monopostos. Estreou na Fórmula Renault de seu país em 2004, passando ainda pela divisão francesa e Eurocup entre 2005-06, além da categoria 3.5, entre 2007 e 2009. Paralelamente, correu em três categorias em 2008: Superleague Fórmula, Belgian Touring Cars e FIA GT, sem muito sucesso.
O belga chegou a fazer testes na Fórmula 1 em dezembro de 2009, mas disse que não queria gastar seu orçamento em um programa que segundo ele, "não levaria a nada".

## IndyCar

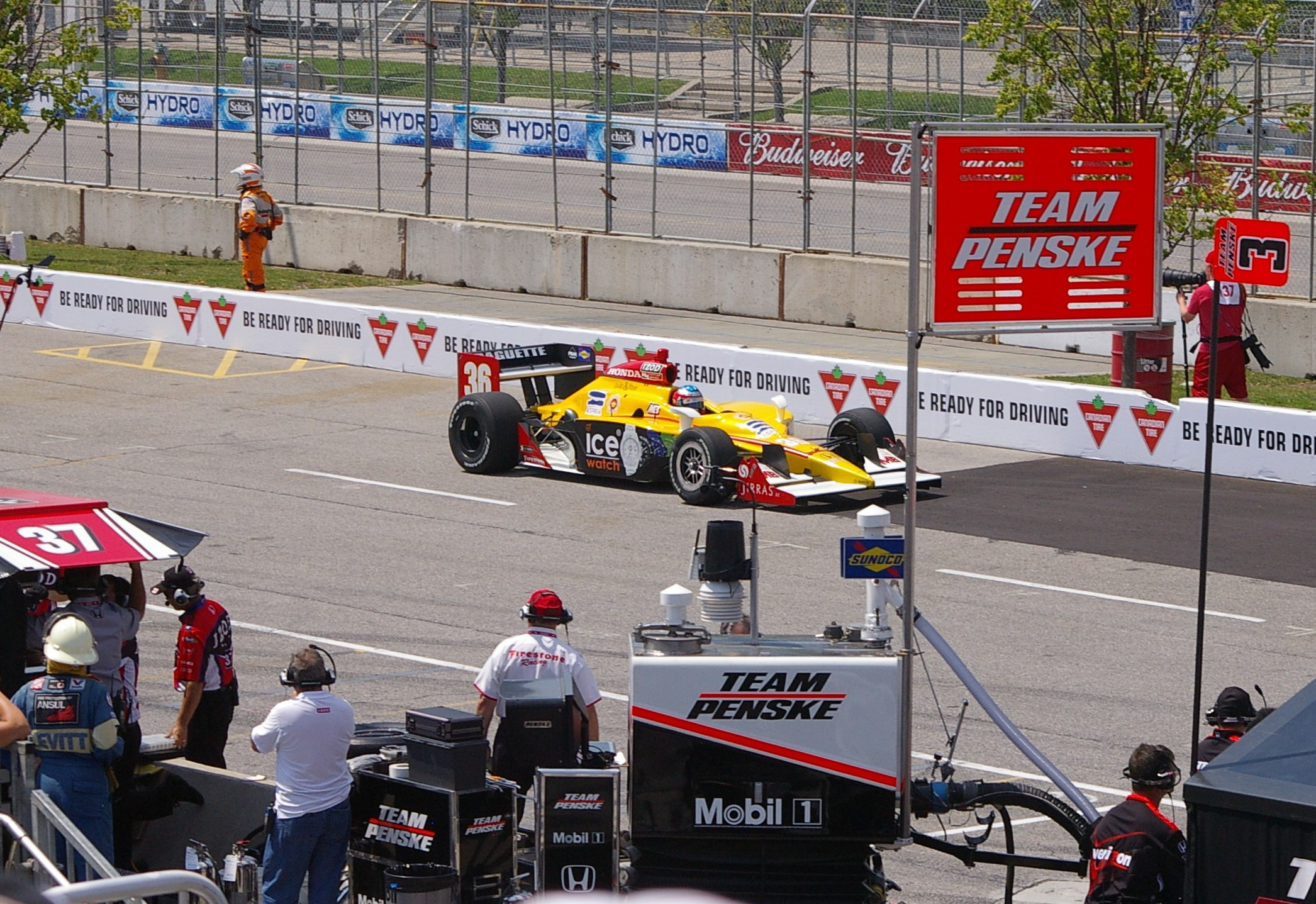
Baquette no GP de Toronto de 2010, onde chegou em 16º lugar.

Após o título da Fórmula Renault 3.5 Series em 2009, Baguette foi contratado pela equipe Conquest para a disputa da temporada 2010 da IndyCar Series. Porém, teve que aguardar até abril para fazer sua estreia no GP de Barber, onde terminou em vigésimo lugar. No geral, teve um décimo lugar no GP de Kentucky como melhor resultado.
Tendo perdido a vaga na Conquest para o colombiano Sebastián Saavedra, o belga não encontrou outra equipe para manter-se na Indy. Assinou contrato com a Rahal-Letterman única e exclusivamente para correr as 500 Milhas de Indianápolis. Largando em décimo-quarto, Baguette surpreendeu ao usar uma tática de pit-stops diferente, mantendo-se o maior tempo possível na pista.
A onze voltas do final, ultrapassou a então líder da prova, Danica Patrick, permanecendo até a volta 196 com chances de ser o primeiro belga a vencer na Indy, mas, para evitar uma possível falta de combustível, entrou nos boxes quando restavam apenas 4 voltas para o encerramento da prova, cedendo a liderança a J. R. Hildebrand. Cruzou a linha de chegada em sétimo lugar, sua melhor posição de chegada na categoria.
O bom desempenho não foi suficiente para a RLL escalar Baguette para correr outras etapas da temporada. O belga, para não ficar parado, participou de três corridas do Campeonato de GT-1, chegando em terceiro lugar no GP de Navarra, juntamente com o compatriota Maxime Martin.

## Galeria de imagens

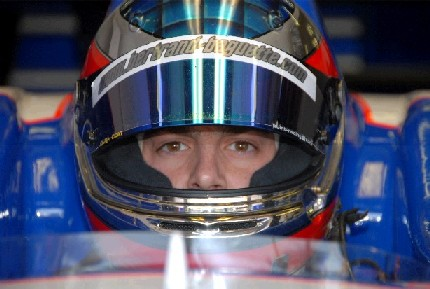
Baguette em carro da WSR, em 2007.
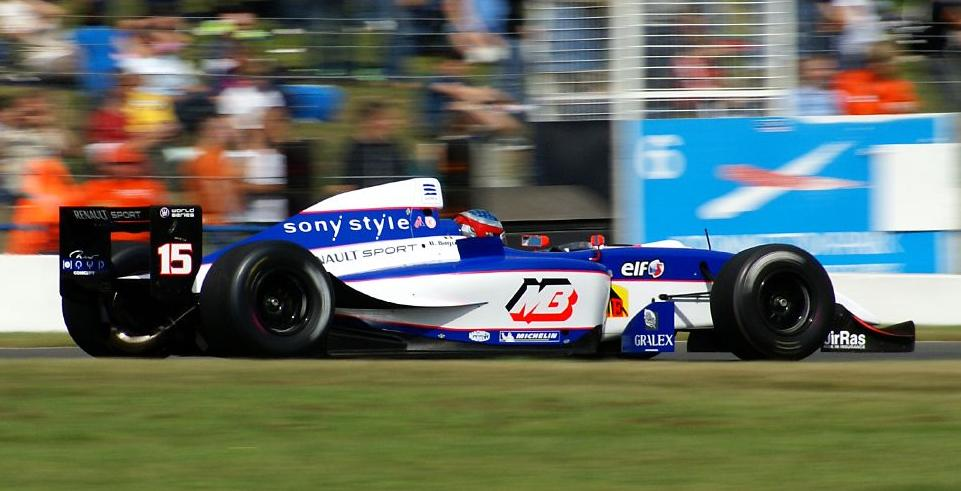
Baguette pilota carro da KTR no circuito de Donington Park, em 2007.
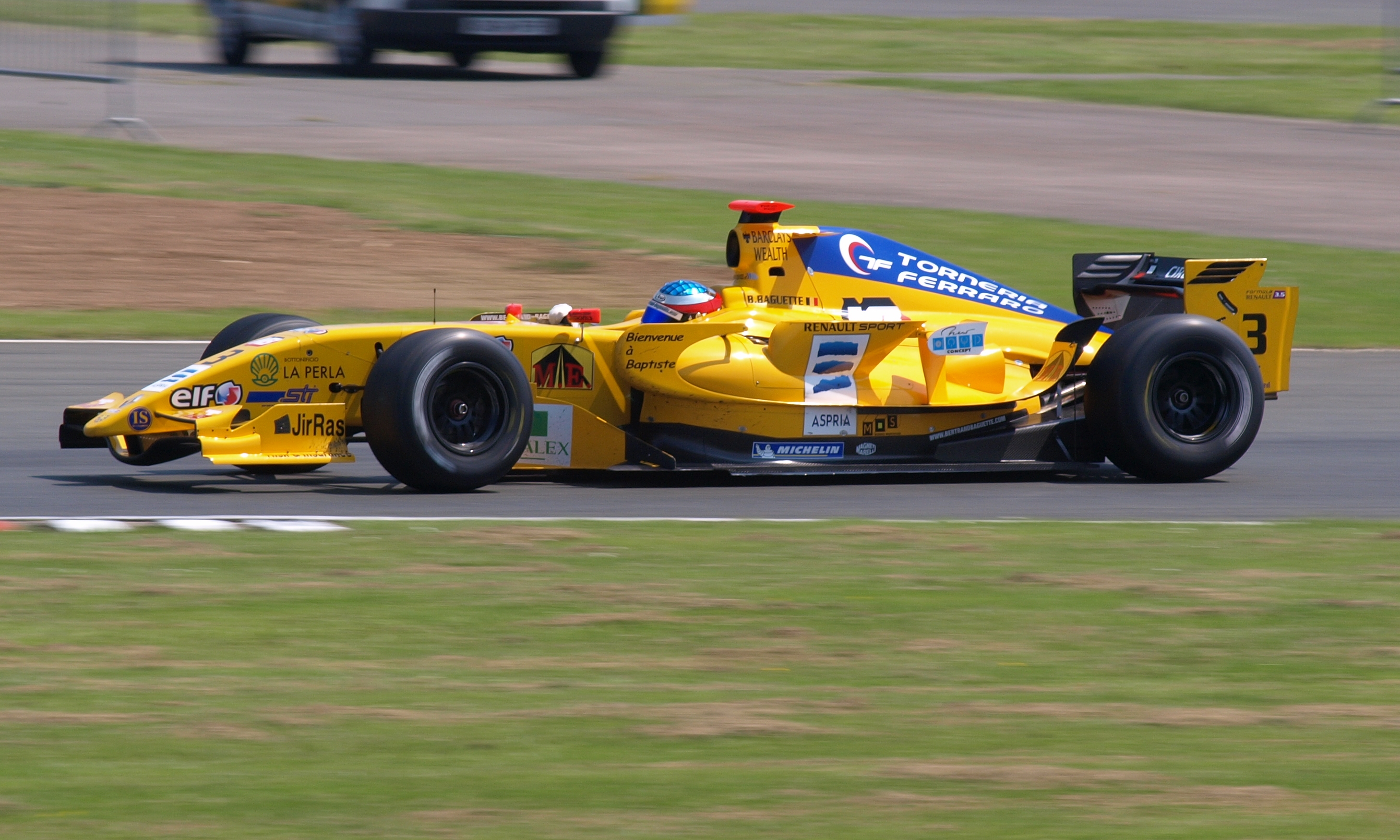
Baguette pilota pela Draco Racing em Silverstone, em 2008.

## Resultados na Indy 500
| Ano  | Chassis | Motor | Posição de largada | Posição de chegada | Equipe          |
| ---- | ------- | ----- | ------------------ | ------------------ | --------------- |
| 2010 | Dallara | Honda | 24                 | 22                 | Conquest Racing |
| 2011 | Dallara | Honda | 14                 | 7                  | RLL Racing      |

## Ligações Externas
- Site oficial
- Fã-clube oficial